# KSプログラミング
KSプログラミングは鈴木和夫により開発されたプログラミング言語およびその開発環境である。略称はKSP。
作者によればこの言語はHTMLに見かけが類似している。
KSプログラミングは当初は Hot Soup Processor で開発されていたが、バージョン3.1より C# で開発されている。
KSプログラミングは2012年5月26日現在KSが全角で書かれている。
動作には2012年3月23日現在 .NET Framework のバージョン2.0からバージョン3.5のバージョンが必要である。

## 特徴
KSプログラミングの主な特徴は以下の通りである。
- 行番号を利用しない。
- 変数の使用に事前の宣言を必要とせず、初めて使用される変数はグローバル変数となる。
- Microsoft Windows 環境下で実行可能な実行ファイルを作成できる。